# چارلی چیس (بازیگر پورنوگرافی)
چارلی چیس (انگلیسی: Charley Chase؛ زاده ۶ اوت ۱۹۸۷) بازیگر پورنوگرافی اهل ایالات متحده آمریکا است. وی تا به حال برنده یک جایزه AVN و یک جایزه XRCO شده است.